# 라마케라톱스
라마케라톱스(Lamaceratops)("라마의 뿔 달린 얼굴" 이란 의미)는 백악기 후기의 몽골에 살던 각룡류 공룡이다. 외몽골 네메그트 계곡의 쿨산 지역에서 발견되었다. 이 종은 바가케라톱스에 해당할 수도 있어 유효성에 대해서는 의문이 있다.

## 분류
라마케라톱스는 각룡류 바가케라톱스과에 속한다. 각룡류는 앵무새 같은 부리를 가지고 백악기에 북아메리카와 아시아에서 번성한 초식성 공룡이다. 모식종은 라마케라톱스는 테레셴코이(Lamaceratops tereschenkoi)이며 알리파노프가 2003년에 처음 보고하였다. 마코비키는 이 속의 유효성에 의문을 제기했다. 라마케라톱스와 바가케라톱스를 구분할 증거가 거의 없다는 것이다. 하지만 라마케라톱스가 발견된 네메그트 계곡의 쿨산 지역은 바가케라톱스가 발견된 케르민 차브의 붉은 지층과는 멀리 떨어진 지역이기 때문에 다른 종으로 밝혀져도 놀랄 일은 아니다.

## 식성
라마케라톱스는 다른 각룡류와 마찬가지로 초식성이었을 것이다. 백악기동안 속씨식물은 "지리적으로 제한된 지역에만 분포"하고 있었기 때문에 이들 공룡은 당시에 번성했던 식물인 양치류, 소철류, 그리고 침엽수등을 먹었던 것으로 보인다. 날카로운 부리를 가지고 잎을 뜯어먹었을 것이다.